# Detecção de blob
Em visão computacional, métodos de detecção de blob (detecção de região de interesse) focam em detectar regiões em imagens que se diferem em propriedades, tais como iluminação ou cor, comparado com regiões próximas. Informalmente, uma região de interesse é uma região da imagem em que algumas propriedades são constantes ou aproximadamente constantes; todos os pontos em uma região de interesse podem ser considerados, em determinados pontos de vista, similares entre si.
Dado alguma propriedade de interesse expressa por uma função de posição na imagem, existem duas classes de detectores de região de interesse: (i) métodos diferenciais, que são baseados em derivadas da função com respeito a posição, e (ii) métodos baseados em extremo local, que buscam encontrar valores máximo e mínimo da função. Com a terminologia mais recente usada na área, esses detectores podem ser referenciados como operadores de ponto de interesse, ou também como operadores de região de interesse (ver também detecção de ponto de interesse e detecção de cantos).
Existem várias motivações para o estudo e desenvolvimento de detectores de região de interesse. Uma das maiores razões é para providenciar informação complementar sobre regiões, que não é obtida por detectores de cantos ou detectores de bordas. Nos primeiros trabalhos da área, a detecção era usada para obter regiões de interesse para posterior processamento. Essa regiões poderiam sinalizar a presença de objetos ou partes de objetos em um domínio de imagem com aplicação para reconhecimento de objetos e/ou rastreamento de objetos. Em outros domínios, como análise de histograma, descritores de região de interesse podem ser usados para detecção de pico com aplicação a segmentação. Outro uso comum de descritores de região de interesse é como primitivas para análise de textura e reconhecimento de textura. Em estudos mais recentes, descritores de região de interesse se tornaram mais populares, sendo usados como pontos de interesse para uma grande base de correspondência estéreo e para sinalizar a presença de características informativas em imagens para reconhecimento de objetos baseados em aparência em estatísticas locais em imagens. Existe também a noção relacionada à detecção de cume para sinalizar presença de objetos longos.

## O Laplaciano do gaussiano
Um dos primeiros e mais comuns detectores de região de interesse é baseado no Laplaciano do Gaussiano (LoG). Dado uma imagem de entrada {\displaystyle f(x,y)}, essa imagem é convolucionada por um kernel Gaussiano:{\displaystyle g(x,y,t)={\frac {1}{2\pi t^{2}}}e^{-{\frac {x^{2}+y^{2}}{2t^{2}}}}}em uma determinada escala {\displaystyle t} para dar uma representação de espaço de escala{\displaystyle L(x,y;t)\ =g(x,y,t)*f(x,y)}. Em seguida, o resultado ao se aplicar o operador Laplaciano: {\displaystyle \nabla ^{2}L=L_{xx}+L_{yy}}é computado, que normalmente resulta em fortes respostas positivas para regiões de interesse escuras de raio {\displaystyle r=t{\sqrt {2}}} e fortes respostas negativas para regiões de interesse claros de tamanho similar. Um grande problema ao se aplicar esse operador a uma única escala, porém, é que a resposta do operador é fortemente dependente da relação entre o tamanho das estruturas de região de interesse no domínio da imagem e o tamanho do kernel Gaussiano usado para o pré-suavizamento. Para se obter regiões de interesse de tamanhos diferentes (desconhecidos) automaticamente no domínio da imagem, é necessário uma abordagem de múltiplas escalas.
Uma maneira direta de se obter um detector de região de interesse de mútipla escala com seleção automática de escala é considerar que o operador Laplaciano com escala normalizada :{\displaystyle \nabla _{norm}^{2}L=t\,(L_{xx}+L_{yy})}e para detectar máximo/mínimo no espaço de escala, que são pontos que são simultaneamente mínimo/máximo de {\displaystyle \nabla _{norm}^{2}L} com respeito a ambos espaço e escala (Lindeberg 1994, 1998). Assim, dado uma imagem de entrada de duas dimensões discreta {\displaystyle f(x,y)}, um volume escala-espaço discreto tridimensional {\displaystyle L(x,y,t)}é computador e um ponto considerado uma região de interesse clara (escura) se o valor nesse ponto for maior (menor) que o valor em todos os 26 vizinhos. Assim, uma seleção simultânea de pontos de interesse {\displaystyle ({\hat {x}},{\hat {y}})} e escalas {\displaystyle {\hat {t}}} é feita de acordo com :{\displaystyle ({\hat {x}},{\hat {y}};{\hat {t}})=\operatorname {argmaxminlocal} _{(x,y;t)}((\nabla _{norm}^{2}L)(x,y;t))}.
Note que essa noção de região de interesse oferece uma definição operacional concisa, que nos leva diretamente a um algoritmo robusto e eficiente para detecção de região de interesse. Algumas propriedades básicas dos regiões de interesse, definidos pelo máximo da escala-espaço do operador Laplaciano normalizado são covariantes com translações, rotações e reescalas no domínio da imagem. Assim, se um máximo escala-espaço é assumido em um ponto {\displaystyle (x_{0},y_{0};t_{0})}então em uma re-escala da imagem por um fator de escala {\displaystyle s}, existirá um máximo escala-espaço em {\displaystyle (sx_{0},sy_{0};s^{2}t_{0})}na imagem re-escalada (Lindeberg 1998). Isto é em prática uma propriedade muito útil, que implica que, além do tópico específico de detecção de região de interesse Laplaciano, o mínimo/máximo do Laplaciano com escala normalizada é também usado para seleção de escala em outros contextos, como em detecção de bordas, rastreamento de características invariantes a escala (Bretzner and Lindeberg 1998), na transformada de características invariantes a escala (Lowe 2004) como também em outros descritores para classificação de imagens e reconhecimento de objetos.